# Paul Allègre
Paul Allègre, född 2 juni 1996, är en fransk fäktare som tävlar i värja.

## Karriär
Vid EM 2024 i Basel tog Allègre guld tillsammans med Alexandre Bardenet, Romain Cannone och Luidgi Midelton i lagtävlingen i värja efter att ha besegrat Italien i finalen. Vid olympiska sommarspelen 2024 i Paris slutade han på fjärde plats tillsammans med Luidgi Midelton, Yannick Borel och Romain Cannone i lagtävlingen i värja.
Vid EM 2025 i Genua tog Allègre guld tillsammans med Alexandre Bardenet, Gaétan Billa och Luidgi Midelton i lagtävlingen i värja efter att ha besegrat Nederländerna i finalen.